# Murmur (comics)
Murmur est un personnage de fiction, super-héroïne appartenant à l'univers de Marvel Comics. Créée par Steven T. Seagle et Scott Clark, elle est apparue pour la première fois dans le comic book Alpha Flight #1 en 1997.

## Biographie du personnage
On ignore tout des origines de la jeune Franco-Canadienne Arlette Truffaut mais elle prétend être la fille illégitime du cinéaste François Truffaut et d'une femme de chambre qui l'abandonna et disparut. Elle fut prise en charge par l'État Canadien, et à la manifestation de ses pouvoirs mutants, rejoignit la Division Alpha.
Durant son séjour au sein de l'équipe, Murmur utilisa principalement son don pour contrôler le Sasquatch (tout le monde pensait alors avoir affaire avec Walter Langkowski revenu à l'état sauvage), mais aussi pour flirter avec ses camarades masculins.
Blessée à la suite d'un affrontement avec le Zodiaque Écliptique, elle resta très longtemps en convalescence, pour finalement être rapatriée au sein de la Division Béta, l'équipe de réserve, qui fut rapidement dissoute. 
Elle perdit ses pouvoirs le jour du M-Day. On ignore depuis ses activités.

## Pouvoirs et capacités
Murmur était une mutante pouvant temporairement contrôler les actions des personnes qu'elle venait de toucher. Son don était inefficace contre les autres manipulateurs psychiques, comme Mesméro. Son pouvoir marchait sur elle-même, et elle l'utilisait pour se rendre courageuse quand elle avait peur, dans une forme d'auto-suggestion. Murmur est une gymnaste entrainée, et elle a reçu une formation de combat au corps à corps.